# Leona (Teksas)
Leona je grad u američkoj saveznoj državi Teksas. Prema popisu stanovništva iz 2010. u njemu je živjelo 175 stanovnika.